# 黄保尧
黄保尧（1929年5月19日—2012年12月9日），男，壮族，广西天等人，中华人民共和国政治人物，曾任百色地区行政公署专员，广西壮族自治区人大常委会副主任，第六、七、八届全国人大代表。